# Puerto Rico az 1992. évi nyári olimpiai játékokon
Puerto Rico a spanyolországi Barcelonában megrendezett 1992. évi nyári olimpiai játékok egyik részt vevő nemzete volt. Az országot az olimpián 12 sportágban 71 sportoló képviselte, akik összesen 1 érmet szereztek.

## Érmesek
| Érem  | Versenyző      | Sportág   | Versenyszám |
| ----- | -------------- | --------- | ----------- |
| Bronz | Anibál Acevedo | Ökölvívás | Váltósúly   |

## Atlétika
Férfi
| Versenyző       | Versenyszám | Előfutam | Előfutam | Előfutam | Negyeddöntő      | Negyeddöntő      | Negyeddöntő      | Elődöntő | Elődöntő | Elődöntő | Döntő         | Döntő         |
| Versenyző       | Versenyszám | Idő      | Hely.    | Össz.    | Idő              | Hely.            | Össz.            | Idő      | Hely.    | Össz.    | Idő           | Helyezés      |
| --------------- | ----------- | -------- | -------- | -------- | ---------------- | ---------------- | ---------------- | -------- | -------- | -------- | ------------- | ------------- |
| Edgardo Guilbe  | 200 m       | 21,75    | 3.       | 51.*     | nem állt rajthoz | nem állt rajthoz | nem állt rajthoz | kiesett  | kiesett  | kiesett  | kiesett       | kiesett       |
| Domingo Cordero | 400 m gát   | 50,19    | 3.       | 26.      |                  |                  |                  | kiesett  | kiesett  | kiesett  | kiesett       | kiesett       |
| Jorge González  | Maraton     |          |          |          |                  |                  |                  |          |          |          | nem ért célba | nem ért célba |

| Versenyző       | Versenyszám | Selejtező | Selejtező | Döntő    | Döntő    |
| Versenyző       | Versenyszám | Eredmény  | Helyezés  | Eredmény | Helyezés |
| --------------- | ----------- | --------- | --------- | -------- | -------- |
| Edgardo Díaz    | Rúdugrás    | 550 cm    | 18.       | kiesett  | kiesett  |
| Michael Francis | Távolugrás  | 746 cm    | 35.       | kiesett  | kiesett  |
| Elmer Williams  | Távolugrás  | 770 cm    | 23.       | kiesett  | kiesett  |

Női
| Versenyző               | Versenyszám | Előfutam | Előfutam | Előfutam | Negyeddöntő | Negyeddöntő | Negyeddöntő | Elődöntő | Elődöntő | Elődöntő | Döntő   | Döntő    |
| Versenyző               | Versenyszám | Idő      | Hely.    | Össz.    | Idő         | Hely.       | Össz.       | Idő      | Hely.    | Össz.    | Idő     | Helyezés |
| ----------------------- | ----------- | -------- | -------- | -------- | ----------- | ----------- | ----------- | -------- | -------- | -------- | ------- | -------- |
| Myra Mayberry-Wilkinson | 100 m       | 11,67    | 4.       | 25.      | 11,69       | 7.          | 26.         | kiesett  | kiesett  | kiesett  | kiesett | kiesett  |
| Myra Mayberry-Wilkinson | 400 m       | 53,75    | 4.       | 27.      | 53,37       | 5.          | 24.         | kiesett  | kiesett  | kiesett  | kiesett | kiesett  |

* - egy másik versenyzővel azonos időt ért el

## Baseball
| Puerto Ricó-i baseballcsapat-játékoskeret | Puerto Ricó-i baseballcsapat-játékoskeret |
| --- | --- |
| - Jorge Aranzamendi - Albert Bracero - Silvio Censale - Jesús Feliciano - James Figueroa - Efrain García - José Lorenzana - Gualberto López - Orlando López - Roberto López | - José Mateo - Angel Morales - Efraín Nieves - Nelson Rodríguez - Abimael Rosario - Rafael Santiago - José Sepúlveda - Manuel Serrano - Luis Ramos Torres - Wilfredo Vélez - Szövetségi kapitány: Marcos Aguasvivas |

### Eredmények
Csoportkör
| Csapat                | M | Gy | V | P+ | P– | Pk  |
| --------------------- | - | -- | - | -- | -- | --- |
| Kuba                  | 7 | 7  | 0 | 78 | 14 | +64 |
| Japán                 | 7 | 5  | 2 | 60 | 15 | +45 |
| Tajvan                | 7 | 5  | 2 | 61 | 21 | +40 |
| Egyesült Államok      | 7 | 5  | 2 | 49 | 28 | +21 |
| Puerto Rico           | 7 | 2  | 5 | 22 | 48 | –26 |
| Dominikai Köztársaság | 7 | 2  | 5 | 23 | 60 | –37 |
| Olaszország           | 7 | 1  | 6 | 25 | 62 | –37 |
| Spanyolország         | 7 | 1  | 6 | 15 | 85 | –70 |

| 1992. július 26. |  | Puerto Rico (PUR) | 0 – 9 | Japán |  |  |
| 1992. július 26. |  |                   |       |       |  |  |

| 1992. július 27. |  | Puerto Rico (PUR) | 7 – 5 | Dominikai Köztársaság |  |  |
| 1992. július 27. |  |                   |       |                       |  |  |

| 1992. július 28. |  | Tajvan (TPE) | 10 – 1 | Puerto Rico |  |  |
| 1992. július 28. |  |              |        |             |  |  |

| 1992. július 29. |  | Puerto Rico (PUR) | 2 – 0 | Olaszország |  |  |
| 1992. július 29. |  |                   |       |             |  |  |

| 1992. július 31. |  | Egyesült Államok (USA) | 8 – 2 | Puerto Rico |  |  |
| 1992. július 31. |  |                        |       |             |  |  |

| 1992. augusztus 1. |  | Kuba (CUB) | 9 – 4 | Puerto Rico |  |  |
| 1992. augusztus 1. |  |            |       |             |  |  |

| 1992. augusztus 2. |  | Spanyolország (ESP) | 7 – 6 | Puerto Rico |  |  |
| 1992. augusztus 2. |  |                     |       |             |  |  |

| Csapat            | Helyezés |
| ----------------- | -------- |
| Puerto Rico (PUR) | 5.       |

## Birkózás
Szabadfogású
| Versenyző       | Versenyszám | Csoportkör | Csoportkör | Helyosztók                         | Helyosztók        | Helyosztók        | Bronz- mérkőzés   | Döntő             | Helyezés    |
| Versenyző       | Versenyszám | Csoportkör | Csoportkör | 9. helyért                         | 7. helyért        | 5. helyért        | Bronz- mérkőzés   | Döntő             | Helyezés    |
| Versenyző       | Versenyszám | Ellenfél Eredmény | Hely.      | Ellenfél Eredmény                  | Ellenfél Eredmény | Ellenfél Eredmény | Ellenfél Eredmény | Ellenfél Eredmény | Helyezés    |
| --------------- | ----------- | --- | ---------- | ---------------------------------- | ----------------- | ----------------- | ----------------- | ----------------- | ----------- |
| Anibál Nieves   | 62 kg       | B csoport · Dariusz Grzywiński (POL) · 3-2 (kétvállas) · Roszen Vaszilev (BUL) · 2-6 · Musa Ilhan (AUS) · 3-9 (kétvállas) · Eduards Žukovs (LAT) · 6-1 | 5.         | Karsten Polky (GER) · visszalépett |                   |                   |                   |                   | 10.         |
| José Betancourt | 82 kg       | B csoport · Francisco Iglesias (ESP) · 2-11 · Pekka Rauhala (FIN) · 5-8                                                                                | 7.         | kiesett                            | kiesett           | kiesett           | kiesett           | kiesett           | helyezetlen |
| Daniel Sánchez  | 90 kg       | B csoport · Marek Garmulewicz (POL) · 1-16 · Kenan Şimşek (TUR) · 0-4                                                                                  | 8.         | kiesett                            | kiesett           | kiesett           | kiesett           | kiesett           | helyezetlen |
| Rodney Figueroa | 130 kg      | A csoport · Pak Szongha (Park Seong-Ha) (KOR) · 0-3 · Honda Tamon (JPN) · 3-2 · Ali Reza Soleimani (IRI) · 0-0 (kétvállas)                             | 5.         | Kiril Barbutov (BUL) · 0-11        |                   |                   |                   |                   | 10.         |

## Cselgáncs
Férfi
| Versenyző     | Versenyszám | Selejtező                         | 32-es főtábla     | Nyolcaddöntő      | Negyeddöntő       | Elődöntő          | Vigaszág első kör | Vigaszág nyolcaddöntő | Vigaszág negyeddöntő | Vigaszág elődöntő | Bronz- mérkőzés   | Döntő             | Helyezés |
| Versenyző     | Versenyszám | Ellenfél Eredmény                 | Ellenfél Eredmény | Ellenfél Eredmény | Ellenfél Eredmény | Ellenfél Eredmény | Ellenfél Eredmény | Ellenfél Eredmény     | Ellenfél Eredmény    | Ellenfél Eredmény | Ellenfél Eredmény | Ellenfél Eredmény | Helyezés |
| ------------- | ----------- | --------------------------------- | ----------------- | ----------------- | ----------------- | ----------------- | ----------------- | --------------------- | -------------------- | ----------------- | ----------------- | ----------------- | -------- |
| Luis Martínez | Légsúly     | Marino Cattedra (ITA) · 0000-1000 | kiesett           | kiesett           | kiesett           | kiesett           |                   |                       |                      |                   |                   |                   | 35.      |

Női
| Versenyző       | Versenyszám | Selejtező                          | Nyolcaddöntő      | Negyeddöntő       | Elődöntő          | Vigaszág nyolcaddöntő            | Vigaszág negyeddöntő                   | Vigaszág elődöntő | Bronz- mérkőzés   | Döntő             | Helyezés |
| Versenyző       | Versenyszám | Ellenfél Eredmény                  | Ellenfél Eredmény | Ellenfél Eredmény | Ellenfél Eredmény | Ellenfél Eredmény                | Ellenfél Eredmény                      | Ellenfél Eredmény | Ellenfél Eredmény | Ellenfél Eredmény | Helyezés |
| --------------- | ----------- | ---------------------------------- | ----------------- | ----------------- | ----------------- | -------------------------------- | -------------------------------------- | ----------------- | ----------------- | ----------------- | -------- |
| Lisa Boscarino  | Harmatsúly  | Mizogucsi Noriko (JPN) · 0000-1000 |                   |                   |                   | Kim Eun-Hui (KOR) · 0000-0010    | kiesett                                | kiesett           | kiesett           |                   | 13.      |
| Maniliz Segarra | Könnyűsúly  | Kate Donahoo (USA) · 0000-0001     | kiesett           | kiesett           | kiesett           |                                  |                                        |                   |                   |                   | 18.      |
| Nilmari Santini | Nehézsúly   | Natalia Lupino (FRA) · 0000-1000   |                   |                   |                   | Jane Patterson (CAN) · 0010-0000 | Szvetlana Gundarenko (EUN) · 0000-1100 | kiesett           | kiesett           |                   | 9.       |

## Kosárlabda

### Férfi
| Puerto Ricó-i férfi kosárlabdacsapat-játékoskeret                                              | Puerto Ricó-i férfi kosárlabdacsapat-játékoskeret                                                   |
| ---------------------------------------------------------------------------------------------- | --------------------------------------------------------------------------------------------------- |
| - James Carter - Eddie Casiano - Javier Colón - Raymond Gause - Edgar de León - Federico López | - Jerome Mincy - Mario Moráles - José Rafael Ortíz - Edwin Pellot - Juan Ramón Rivas - Richard Soto |

#### Eredmények
Csoportkör
B csoport
| Csapat                  | M | Gy | V | P+  | P–  | Pk   | P |
| ----------------------- | - | -- | - | --- | --- | ---- | - |
| Egyesített Csapat (EUN) | 5 | 4  | 1 | 425 | 373 | +52  | 9 |
| Litvánia (LTU)          | 5 | 4  | 1 | 478 | 424 | +54  | 9 |
| Ausztrália (AUS)        | 5 | 3  | 2 | 432 | 396 | +36  | 8 |
| Puerto Rico (PUR)       | 5 | 3  | 2 | 445 | 437 | +8   | 8 |
| Venezuela (VEN)         | 5 | 1  | 4 | 392 | 427 | –35  | 6 |
| Kína (CHN)              | 5 | 0  | 5 | 381 | 496 | –115 | 5 |

| 1992. július 26. 14:30 | Puerto Rico (PUR) | 76–116    | Ausztrália (AUS)  | Pabellón Olímpico de Badalona, Badalona |
| 1992. július 26. 14:30 | (31–57)           |           |                   | Pabellón Olímpico de Badalona, Badalona |
| 1992. július 26. 14:30 | Gause 15          | Pont      | Gaze, Bradtke 20  | Pabellón Olímpico de Badalona, Badalona |
| 1992. július 26. 14:30 | León 13           | Lepattanó | Loggins, Vlahov 7 | Pabellón Olímpico de Badalona, Badalona |
| 1992. július 26. 14:30 | Carter 4          | Gólpassz  | Longley 5         | Pabellón Olímpico de Badalona, Badalona |

| 1992. július 27. 9:30 | Kína (CHN)            | 68–100    | Puerto Rico (PUR) | Pabellón Olímpico de Badalona, Badalona |
| 1992. július 27. 9:30 | (35–51)               |           |                   | Pabellón Olímpico de Badalona, Badalona |
| 1992. július 27. 9:30 | San Tao (Shan Tao) 22 | Pont      | Moráles 15        | Pabellón Olímpico de Badalona, Badalona |
| 1992. július 27. 9:30 | San Tao (Shan Tao) 7  | Lepattanó | Rivas, León 4     | Pabellón Olímpico de Badalona, Badalona |
| 1992. július 27. 9:30 | három játékos 3       | Gólpassz  | Carter 12         | Pabellón Olímpico de Badalona, Badalona |

| 1992. július 29. 16:30 | Litvánia (LTU) | 104–91    | Puerto Rico (PUR) | Pabellón Olímpico de Badalona, Badalona |
| 1992. július 29. 16:30 | (50–43)        |           |                   | Pabellón Olímpico de Badalona, Badalona |
| 1992. július 29. 16:30 | Sabonis 29     | Pont      | Ortíz 20          | Pabellón Olímpico de Badalona, Badalona |
| 1992. július 29. 16:30 | Sabonis 13     | Lepattanó | Ortíz 8           | Pabellón Olímpico de Badalona, Badalona |
| 1992. július 29. 16:30 | Marčiulionis 9 | Gólpassz  | Carter, Rivas 5   | Pabellón Olímpico de Badalona, Badalona |

| 1992. július 31. 9:30 | Venezuela (VEN)    | 82–96     | Puerto Rico (PUR) | Pabellón Olímpico de Badalona, Badalona |
| 1992. július 31. 9:30 | (42–52)            |           |                   | Pabellón Olímpico de Badalona, Badalona |
| 1992. július 31. 9:30 | Olivares 24        | Pont      | López 19          | Pabellón Olímpico de Badalona, Badalona |
| 1992. július 31. 9:30 | Estaba 8           | Lepattanó | Mincy 14          | Pabellón Olímpico de Badalona, Badalona |
| 1992. július 31. 9:30 | Shepherd, Estaba 4 | Gólpassz  | López 7           | Pabellón Olímpico de Badalona, Badalona |

| 1992. augusztus 2. 20:30 | Puerto Rico (PUR) | 82–70     | Egyesített Csapat (EUN) | Pabellón Olímpico de Badalona, Badalona |
| 1992. augusztus 2. 20:30 | (36–39)           |           |                         | Pabellón Olímpico de Badalona, Badalona |
| 1992. augusztus 2. 20:30 | három játékos 16  | Pont      | Vetra 25                | Pabellón Olímpico de Badalona, Badalona |
| 1992. augusztus 2. 20:30 | Ortíz 13          | Lepattanó | Volkov, Bilosztyinnij 6 | Pabellón Olímpico de Badalona, Badalona |
| 1992. augusztus 2. 20:30 | Ortíz 5           | Gólpassz  | Volkov 5                | Pabellón Olímpico de Badalona, Badalona |

Negyeddöntő
| 1992. augusztus 4. 22:30 | Egyesült Államok (USA) | 115–77    | Puerto Rico (PUR) | Pabellón Olímpico de Badalona, Badalona |
| 1992. augusztus 4. 22:30 | (67–40)                |           |                   | Pabellón Olímpico de Badalona, Badalona |
| 1992. augusztus 4. 22:30 | Mullin 21              | Pont      | Ortíz, Casiano 13 | Pabellón Olímpico de Badalona, Badalona |
| 1992. augusztus 4. 22:30 | Laettner 8             | Lepattanó | Ortíz 8           | Pabellón Olímpico de Badalona, Badalona |
| 1992. augusztus 4. 22:30 | Pippen 8               | Gólpassz  | Carter 4          | Pabellón Olímpico de Badalona, Badalona |

Az 5–8. helyért
| 1992. augusztus 6. 14:30 | Brazília (BRA)    | 86 –84    | Puerto Rico (PUR) | Pabellón Olímpico de Badalona, Badalona |
| 1992. augusztus 6. 14:30 | (43–49)           |           |                   | Pabellón Olímpico de Badalona, Badalona |
| 1992. augusztus 6. 14:30 | Schmidt 29        | Pont      | Moráles 17        | Pabellón Olímpico de Badalona, Badalona |
| 1992. augusztus 6. 14:30 | dos Santos 7      | Lepattanó | Rivas 9           | Pabellón Olímpico de Badalona, Badalona |
| 1992. augusztus 6. 14:30 | Marcel Ponikwar 3 | Gólpassz  | Rivas 5           | Pabellón Olímpico de Badalona, Badalona |

A 7. helyért
| 1992. augusztus 8. 20:00 | Puerto Rico (PUR) | 86–96     | Németország (GER) | Pabellón Olímpico de Badalona, Badalona |
| 1992. augusztus 8. 20:00 | (46–45)           |           |                   | Pabellón Olímpico de Badalona, Badalona |
| 1992. augusztus 8. 20:00 | Carter 25         | Pont      | Schrempf 24       | Pabellón Olímpico de Badalona, Badalona |
| 1992. augusztus 8. 20:00 | Mincy, Carter 5   | Lepattanó | Gnad 15           | Pabellón Olímpico de Badalona, Badalona |
| 1992. augusztus 8. 20:00 | López 2           | Gólpassz  | Schrempf 7        | Pabellón Olímpico de Badalona, Badalona |

| Csapat            | Helyezés |
| ----------------- | -------- |
| Puerto Rico (PUR) | 8.       |

## Ökölvívás
| Versenyző          | Versenyszám   | Selejtező                            | Nyolcaddöntő                  | Negyeddöntő                | Elődöntő                    | Döntő             | Helyezés |
| Versenyző          | Versenyszám   | Ellenfél Eredmény                    | Ellenfél Eredmény             | Ellenfél Eredmény          | Ellenfél Eredmény           | Ellenfél Eredmény | Helyezés |
| ------------------ | ------------- | ------------------------------------ | ----------------------------- | -------------------------- | --------------------------- | ----------------- | -------- |
| Nelson Dieppa      | Papírsúly     | Daniel Petrov (BUL) · 7-10           | kiesett                       | kiesett                    | kiesett                     | kiesett           | 17.      |
| Angel Chacón       | Légsúly       | David Serradas (VEN) · 3-12          | kiesett                       | kiesett                    | kiesett                     | kiesett           | 17.      |
| Harold Ramírez     | Harmatsúly    | Sergio Reyes, Jr. (USA) · 1-10       | kiesett                       | kiesett                    | kiesett                     | kiesett           | 17.      |
| Carlos Gerena      | Pehelysúly    | Nárendar Biszth Szingh (IND) · 20-11 | Hoszin Szoltáni (ALG) · 0-23  | kiesett                    | kiesett                     | kiesett           | 9.       |
| Anibál Acevedo     | Váltósúly     | Harry Simon (NAM) · 13-11            | Stefan Scriggins (AUS) · 16-3 | Vastag Ferenc (ROU) · 20-9 | Juan Hernández (CUB) · 2-11 | kiesett           |          |
| Miguel Jiménez     | Nagyváltósúly | Furas Hashim (IRQ) · 3-10            | kiesett                       | kiesett                    | kiesett                     | kiesett           | 17.      |
| Richard Santiago   | Középsúly     | Sven Ottke (GER) · 2-15              | kiesett                       | kiesett                    | kiesett                     | kiesett           | 17.      |
| Alexander González | Félnehézsúly  | Wojciech Bartnik (POL) · 3-6         | kiesett                       | kiesett                    | kiesett                     | kiesett           | 17.      |

## Sportlövészet
Férfi
| Versenyző       | Versenyszám       | Selejtező | Selejtező | Döntő   | Döntő    |
| Versenyző       | Versenyszám       | Pont      | Helyezés  | Pont    | Helyezés |
| --------------- | ----------------- | --------- | --------- | ------- | -------- |
| Ralph Rodríguez | Sportpuska, fekvő | 594       | 18.*      | kiesett | kiesett  |

Nyílt
| Versenyző    | Versenyszám | Selejtező | Selejtező | Elődöntő | Elődöntő | Döntő   | Döntő    |
| Versenyző    | Versenyszám | Pont      | Helyezés  | Pont     | Helyezés | Pont    | Helyezés |
| ------------ | ----------- | --------- | --------- | -------- | -------- | ------- | -------- |
| Jesús Tirado | Trap        | 132       | 50.       | kiesett  | kiesett  | kiesett | kiesett  |

* - öt másik versenyzővel azonos eredményt ért el

## Súlyemelés
| Versenyző      | Versenyszám | Szakítás | Szakítás | Lökés                    | Lökés                    | Összesen | Helyezés |
| Versenyző      | Versenyszám | Eredmény | Helyezés | Eredmény                 | Helyezés                 | Összesen | Helyezés |
| -------------- | ----------- | -------- | -------- | ------------------------ | ------------------------ | -------- | -------- |
| Arnold Franqui | 82,5 kg     | 135,0    | 24.      | érvényes kísérlet nélkül | érvényes kísérlet nélkül | kiesett  | kiesett  |

## Tenisz
Férfi
| Versenyző             | Versenyszám | 64-es főtábla                        | 32-es főtábla                                                     | Nyolcaddöntő      | Negyeddöntő       | Elődöntő          | Döntő             | Helyezés |
| Versenyző             | Versenyszám | Ellenfél Eredmény                    | Ellenfél Eredmény                                                 | Ellenfél Eredmény | Ellenfél Eredmény | Ellenfél Eredmény | Ellenfél Eredmény | Helyezés |
| --------------------- | ----------- | ------------------------------------ | ----------------------------------------------------------------- | ----------------- | ----------------- | ----------------- | ----------------- | -------- |
| Juan Ríos             | Egyes       | Omar Camporese (ITA) · 2-6, 2-6, 0-6 | kiesett                                                           | kiesett           | kiesett           | kiesett           | kiesett           | 33.      |
| Miguel Nido Juan Ríos | Páros       |                                      | Olaszország (ITA) · Omar Camporese · Diego Nargiso · 1-6, 2-6 3-6 | kiesett           | kiesett           | kiesett           | kiesett           | 17.      |

## Torna
Férfi
| Versenyző    | Versenyszám      | Selejtező | Selejtező | Döntő    | Döntő    |
| Versenyző    | Versenyszám      | Pontszám  | Helyezés  | Pontszám | Helyezés |
| ------------ | ---------------- | --------- | --------- | -------- | -------- |
| Víctor Colon | Talaj            | 9,375     | 93.       | kiesett  | kiesett  |
| Víctor Colon | Ugrás            | 18,675    | 67.       | kiesett  | kiesett  |
| Víctor Colon | Korlát           | 9,225     | 92.       | kiesett  | kiesett  |
| Víctor Colon | Nyújtó           | 9,350     | 93.       | kiesett  | kiesett  |
| Víctor Colon | Gyűrű            | 9,225     | 93.       | kiesett  | kiesett  |
| Víctor Colon | Lólengés         | 8,725     | 93.       | kiesett  | kiesett  |
| Víctor Colon | Egyéni összetett | 64,575    | 93.       | kiesett  | kiesett  |

## Úszás
Férfi
| Versenyző                                                     | Versenyszám            | Előfutam         | Előfutam         | Előfutam         | Döntő   | Döntő            | Döntő            | Helyezés         |
| Versenyző                                                     | Versenyszám            | Idő              | Hely.            | Össz.            | Típus   | Idő              | Hely.            | Helyezés         |
| ------------------------------------------------------------- | ---------------------- | ---------------- | ---------------- | ---------------- | ------- | ---------------- | ---------------- | ---------------- |
| Todd Torres                                                   | 100 m mell             | 1:02,72          | 3.               | 11.              | B       | 1:03,21          | 8.               | 16.              |
| Todd Torres                                                   | 200 m mell             | kizárták         | kizárták         | kizárták         | kiesett | kiesett          | kiesett          | kiesett          |
| Todd Torres                                                   | 50 m gyors             | 23,79            | 1.               | 34.*             | kiesett | kiesett          | kiesett          | kiesett          |
| Ricardo Busquets                                              | 50 m gyors             | 23,44            | 1.               | 24.              | kiesett | kiesett          | kiesett          | kiesett          |
| Ricardo Busquets                                              | 100 m gyors            | 50,31            | 1.               | 13.              | B       | 49,92            | 1.               | 9.               |
| Ricardo Busquets                                              | 100 m pillangó         | nem állt rajthoz | nem állt rajthoz | nem állt rajthoz | kiesett | kiesett          | kiesett          | kiesett          |
| Ricardo Busquets                                              | 100 m hát              | 58,42            | 7.               | 38.              | kiesett | kiesett          | kiesett          | kiesett          |
| Manuel Guzmán                                                 | 100 m hát              | 56,93            | 7.               | 17.              | kiesett | kiesett          | kiesett          | kiesett          |
| Manuel Guzmán                                                 | 200 m hát              | 2:01,84          | 7.               | 16.              | B       | 2:01,87          | 5.               | 13.              |
| Manuel Guzmán                                                 | 200 m vegyes           | 2:04,95          | 6.               | 17.**            | B       | nem állt rajthoz | nem állt rajthoz | nem állt rajthoz |
| Jorge Herrera                                                 | 400 m gyors            | 4:00,11          | 7.               | 30.              | kiesett | kiesett          | kiesett          | kiesett          |
| Jorge Herrera                                                 | 1500 m gyors           | 16:01,69         | 8.               | 24.              | kiesett | kiesett          | kiesett          | kiesett          |
| David Monasterio                                              | 200 m pillangó         | 2:02,32          | 5.               | 30.              | kiesett | kiesett          | kiesett          | kiesett          |
| David Monasterio                                              | 400 m vegyes           | 4:36,39          | 7.               | 28.              | kiesett | kiesett          | kiesett          | kiesett          |
| Manuel Guzmán Jorge Herrera David Monasterio Ricardo Busquets | 4 × 100 m gyorsváltó   | 3:30,48          | 4.               | 13.              | kiesett | kiesett          | kiesett          | kiesett          |
| Jorge Herrera Manuel Guzmán Ricardo Busquets David Monasterio | 4 × 200 m gyorsváltó   | 7:35,63          | 5.               | 15.              | kiesett | kiesett          | kiesett          | kiesett          |
| Manuel Guzmán Todd Torres David Monasterio Ricardo Busquets   | 4 × 100 m vegyes váltó | 3:46,52          | 4.               | 12.              | kiesett | kiesett          | kiesett          | kiesett          |

Női
| Versenyző  | Versenyszám | Előfutam | Előfutam | Előfutam | Döntő   | Döntő   | Döntő   | Helyezés |
| Versenyző  | Versenyszám | Idő      | Hely.    | Össz.    | Típus   | Idő     | Hely.   | Helyezés |
| ---------- | ----------- | -------- | -------- | -------- | ------- | ------- | ------- | -------- |
| Rita Garay | 200 m gyors | 2:07,08  | 3.       | 27.      | kiesett | kiesett | kiesett | kiesett  |
| Rita Garay | 100 m hát   | 1:05,92  | 6.       | 34.      | kiesett | kiesett | kiesett | kiesett  |
| Rita Garay | 200 m hát   | 2:18,10  | 4.       | 27.      | kiesett | kiesett | kiesett | kiesett  |

* - egy másik versenyzővel azonos időt ért el

** - az olasz Luca Sacchi visszalépése miatt indulhatott volna a B döntőben, de ott nem állt rajthoz

## Vitorlázás
Férfi
| Versenyző     | Versenyszám | Futam | Futam | Futam | Futam | Futam | Futam | Futam  | Pontszám | Helyezés |
| Versenyző     | Versenyszám | 1     | 2     | 3     | 4     | 5     | 6     | 7      | Pontszám | Helyezés |
| ------------- | ----------- | ----- | ----- | ----- | ----- | ----- | ----- | ------ | -------- | -------- |
| José Sambolin | Finn dingi  | 31,0  | 30,0  | 26,0  | 27,0  | 24,0  | 30,0  | (32,0) | 168,0    | 24.      |

Női
| Versenyző      | Versenyszám     | Futam | Futam | Futam | Futam | Futam | Futam | Futam | Futam | Futam | Futam  | Pontszám | Helyezés |
| Versenyző      | Versenyszám     | 1     | 2     | 3     | 4     | 5     | 6     | 7     | 8     | 9     | 10     | Pontszám | Helyezés |
| -------------- | --------------- | ----- | ----- | ----- | ----- | ----- | ----- | ----- | ----- | ----- | ------ | -------- | -------- |
| Lucia Martínez | Szörfvitorlázás | 22,0  | 21,0  | 26,0  | 25,0  | 21,0  | 22,0  | 22,0  | 24,0  | 22,0  | (31,0) | 205,0    | 19.      |

Nyílt
| Versenyző                      | Versenyszám | Futam  | Futam | Futam | Futam | Futam | Futam | Futam | Pontszám | Helyezés |
| Versenyző                      | Versenyszám | 1      | 2     | 3     | 4     | 5     | 6     | 7     | Pontszám | Helyezés |
| ------------------------------ | ----------- | ------ | ----- | ----- | ----- | ----- | ----- | ----- | -------- | -------- |
| Enrique Figueroa Oscar Mercado | Tornádó     | (23,0) | 17,0  | 15,0  | 13,0  | 20,0  | 17,0  | 18,0  | 100,0    | 14.      |